# 시오자와역
시오자와역(일본어: 塩沢駅, しおざわえき)은 일본 니가타현 미나미우오누마시에 있는, 동일본 여객철도의 철도역이다. 조에쓰선이 지나간다.

## 역 구조
지상역으로, 승강장은 단식 1면 1선 구조와 섬식 1면 2선 구조로 되어 있다. 역사는 단식 승강장 쪽에 있다. 여객 열차는 1번 승강장(상행선)과 3번 승강장(하행선)을 사용하며, 2번선은 쓰이지 않고 있다.
에치고유자와역이 관리하며, 역 업무는 JR 니가타 비즈니스가 대신 하고 있다. 역에서는 자동발권기, 화장실, 음식 자동판매기 등을 영업하고 있다.

### 승강장
| 1 | ■ 조에쓰선 | 에치고유자와・미나카미 방면 |
| 3 | ■ 조에쓰선 | 우라사・나가오카 방면       |

## 이미지

### 개찰 외

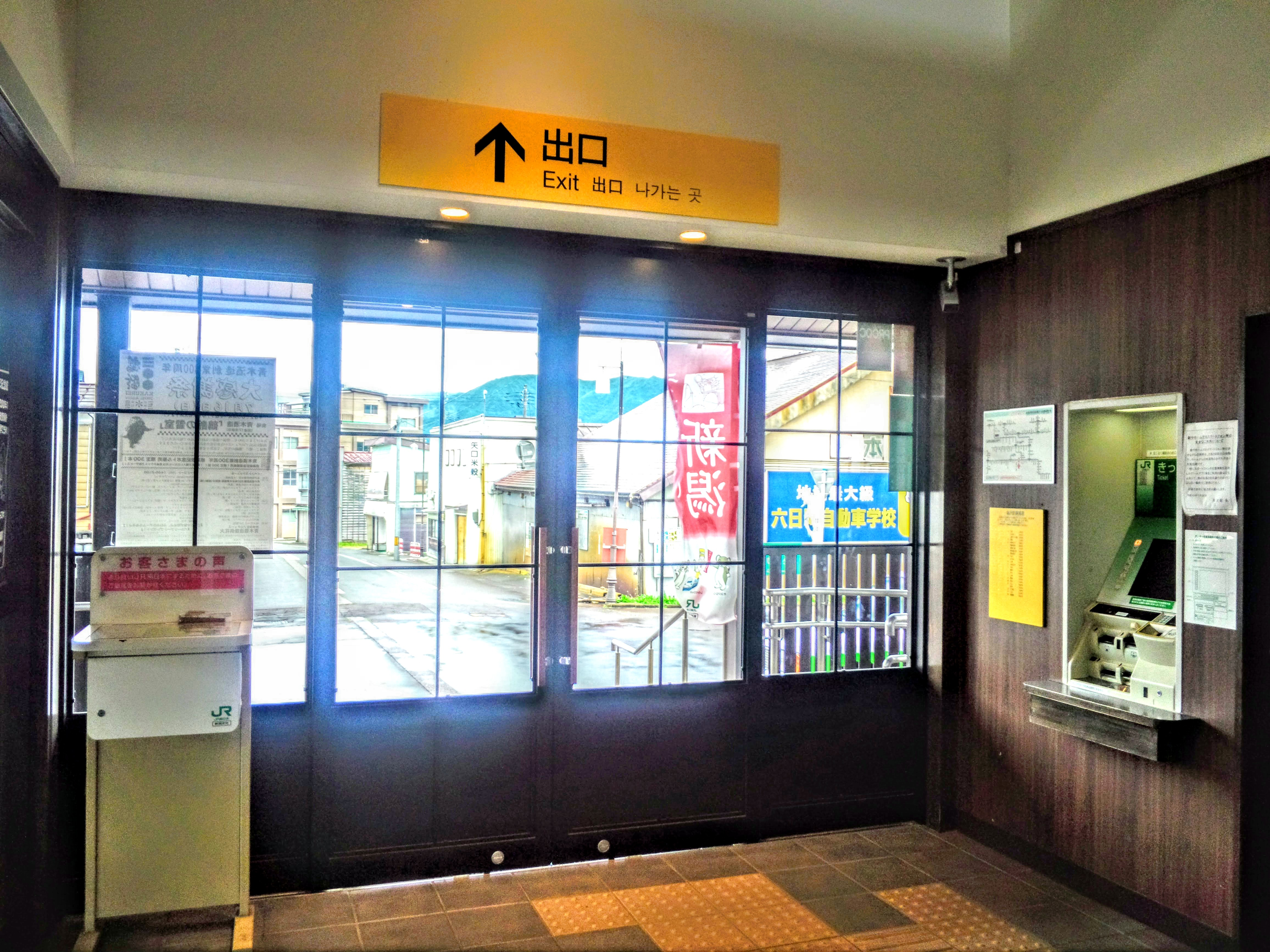
(왼쪽) 그린 메일 출입구 (중앙) · 터치 패널 식 자동 발매기 (오른쪽)
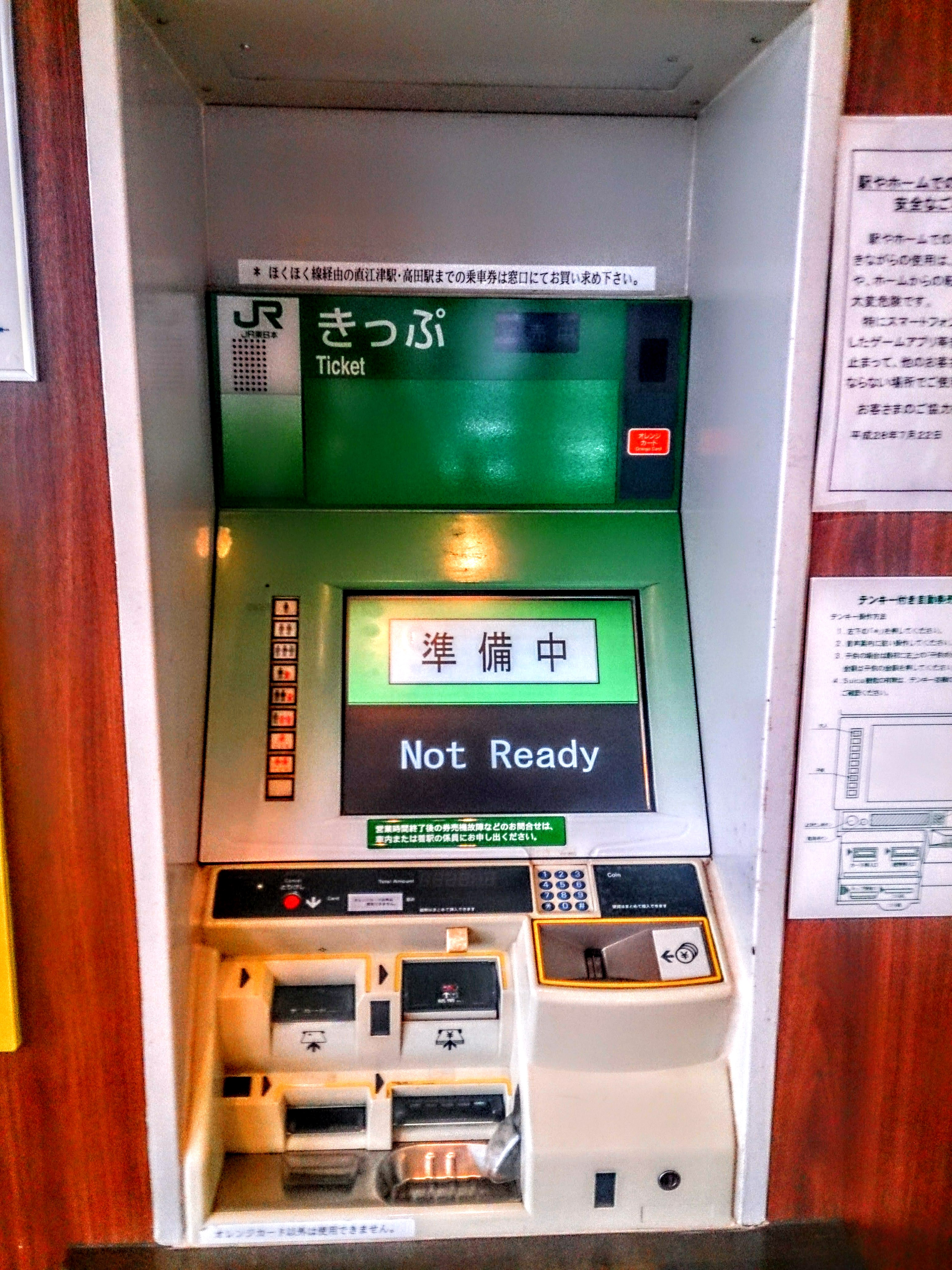
이전 자동 발매기 (2017년 3월)
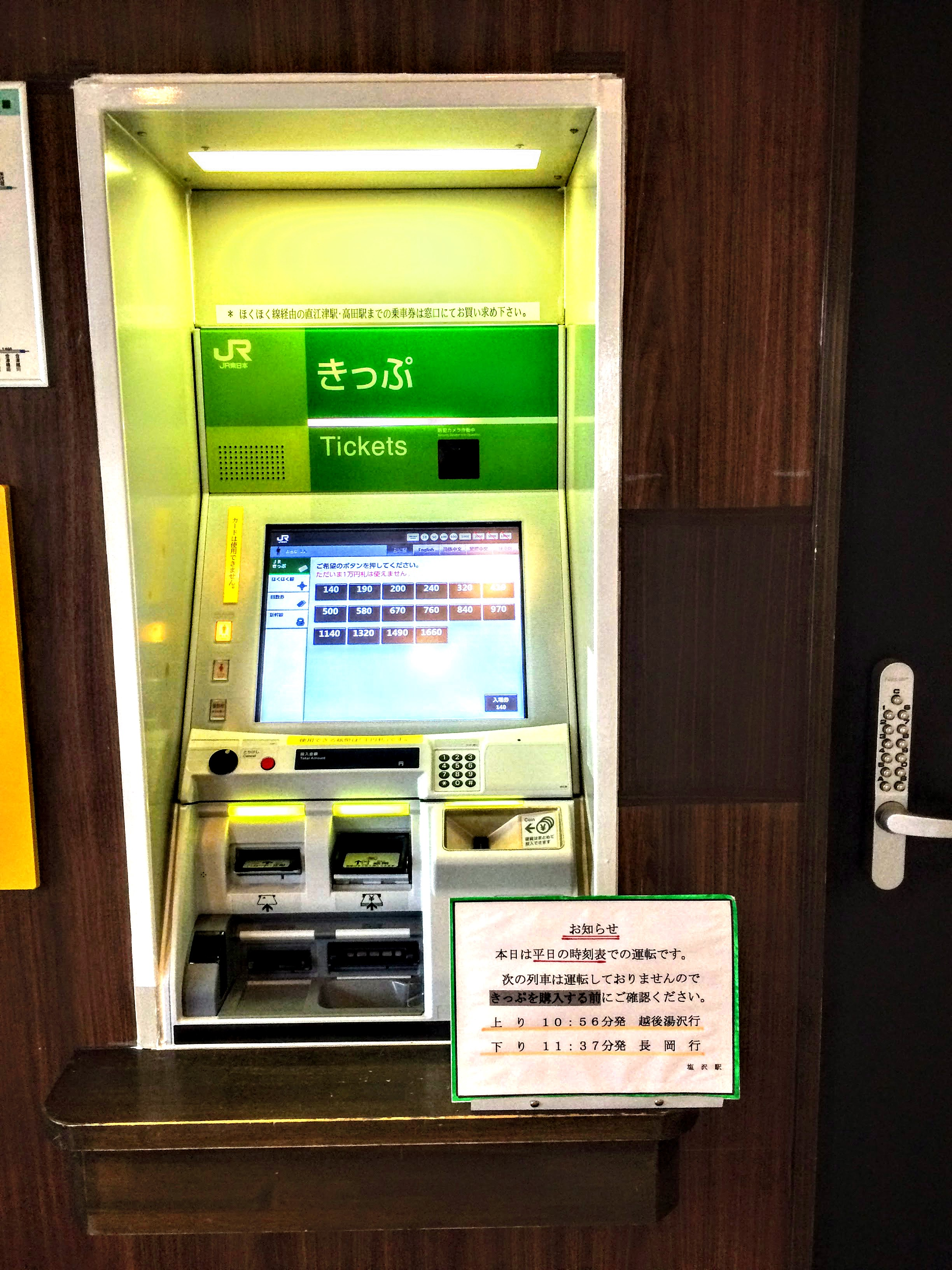
2017년에 설치된 자동 발매기
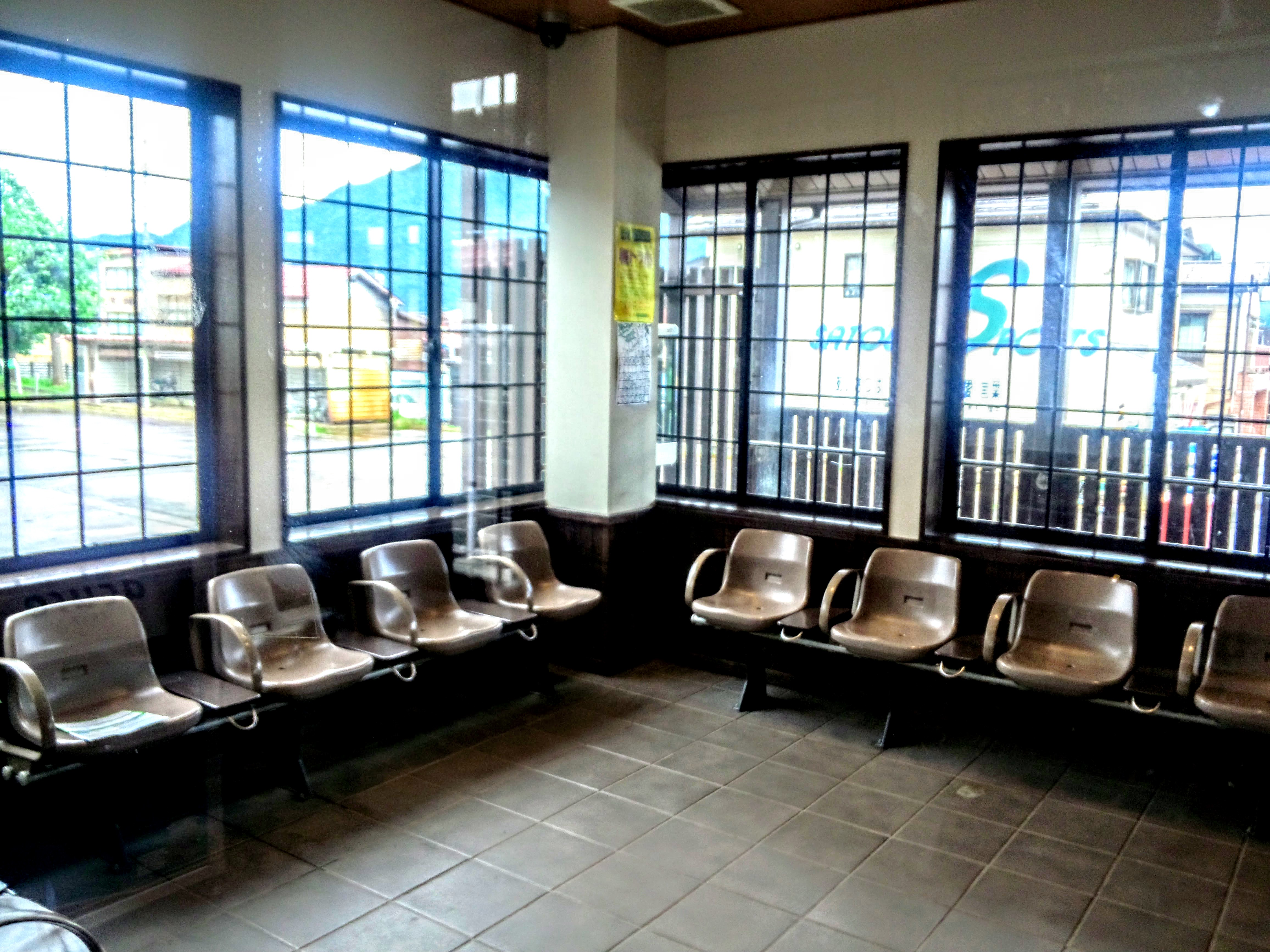
실내 대기실
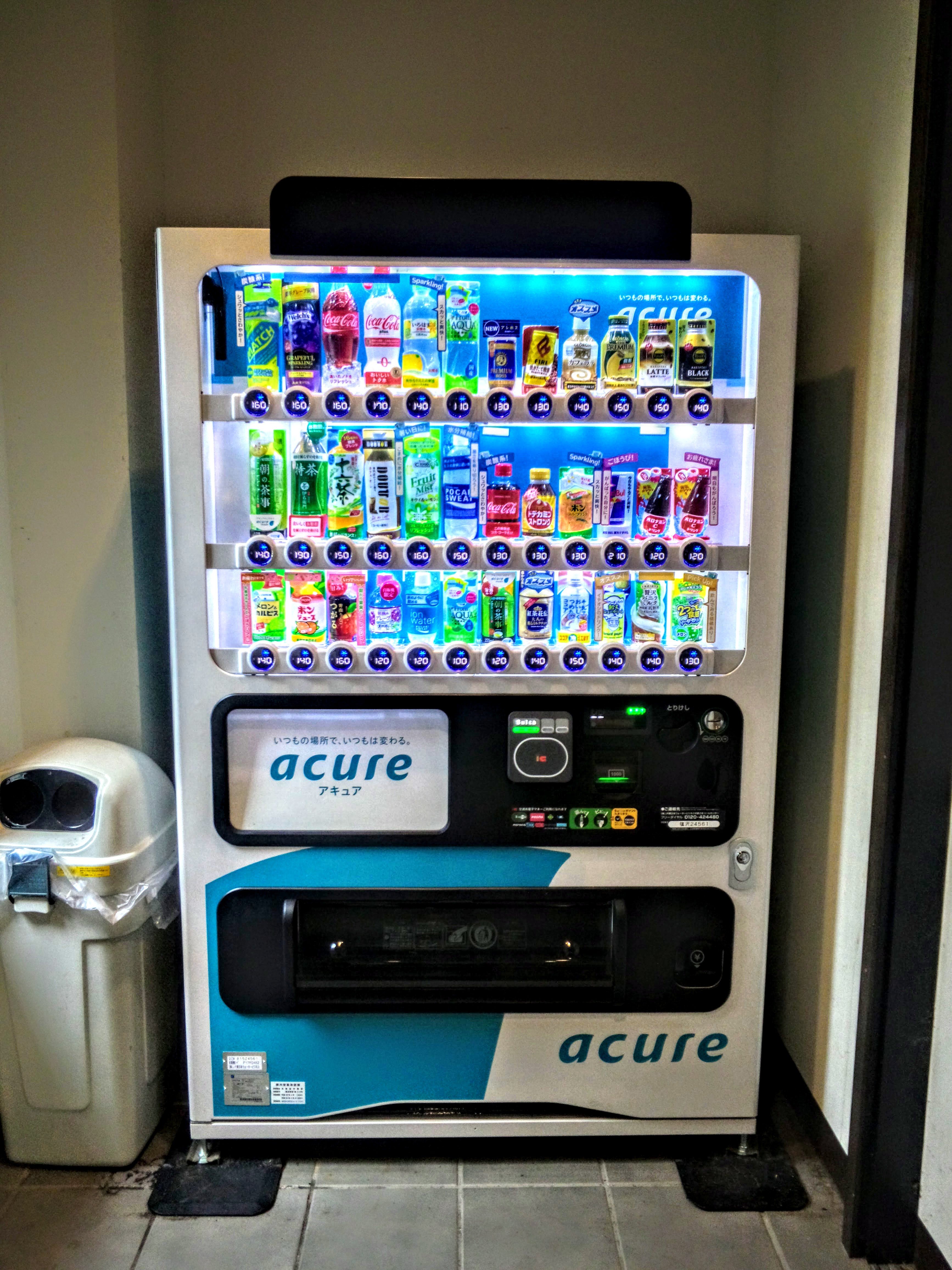
자판기

### 개찰 내

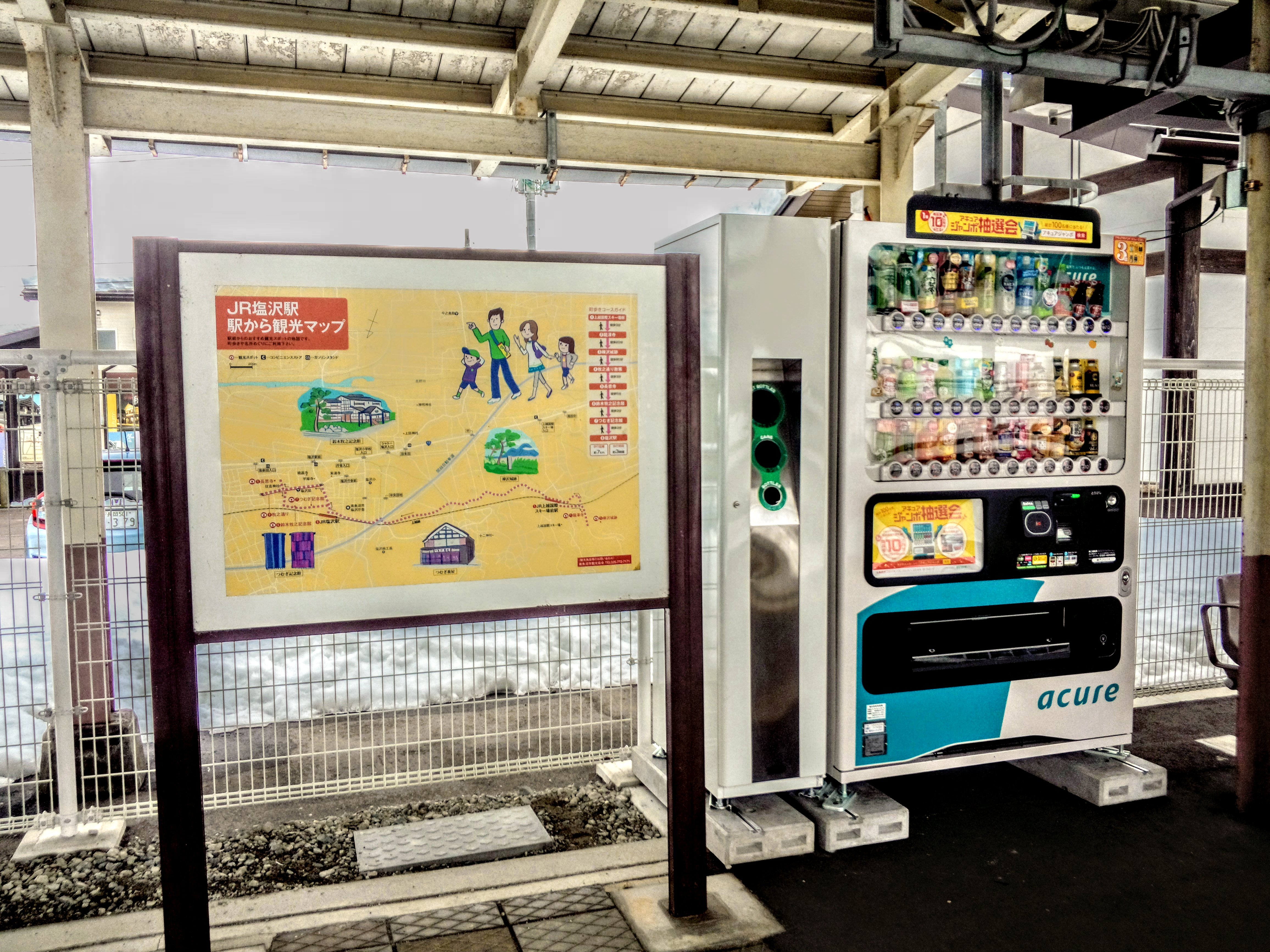
관광 안내지도와 2017년 12월에 신설 된 자동 판매기
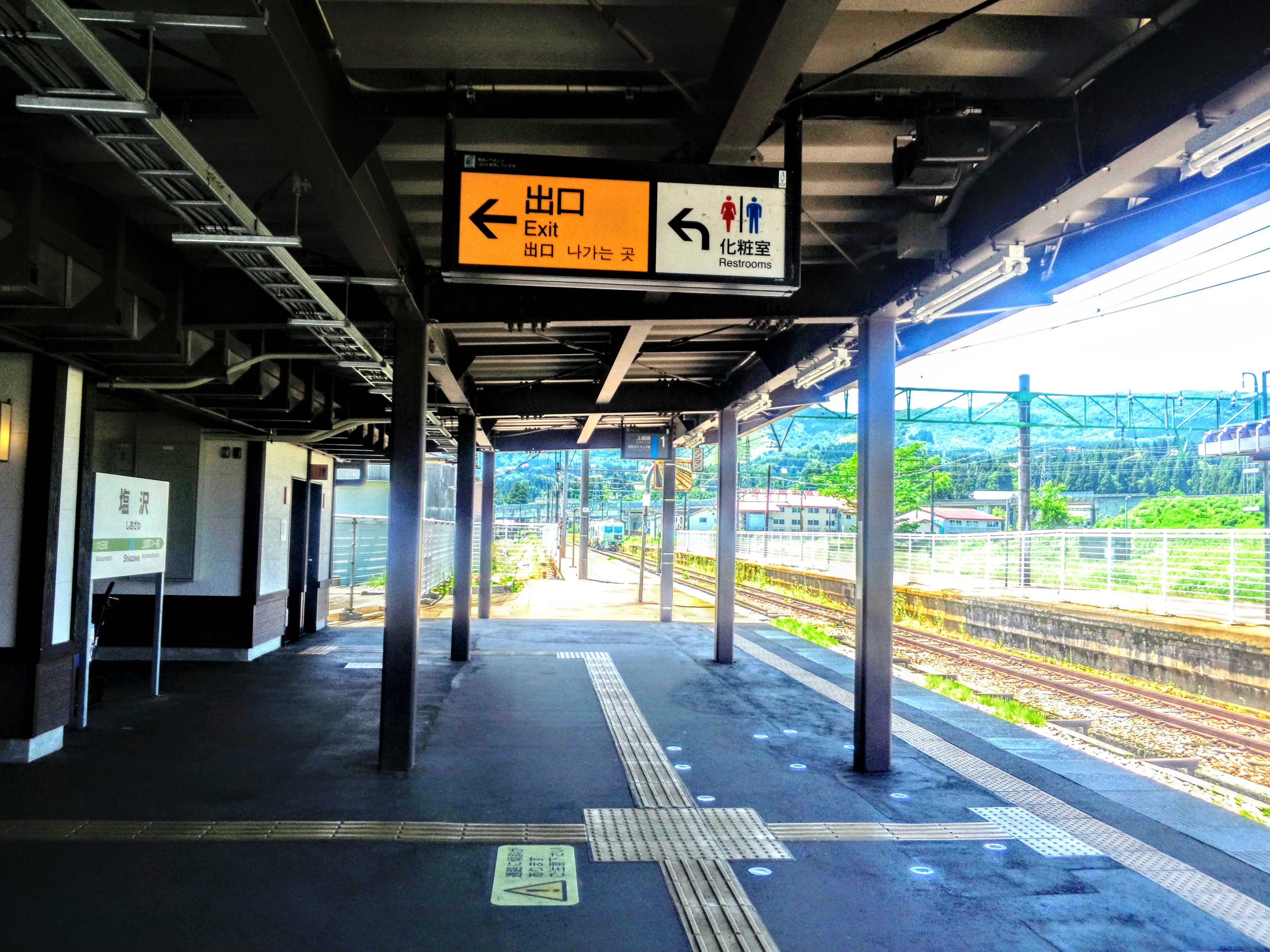
1 번선 홈 위에서 치고 유자와 방면 희망（왼쪽 안쪽이 남녀 화장실）
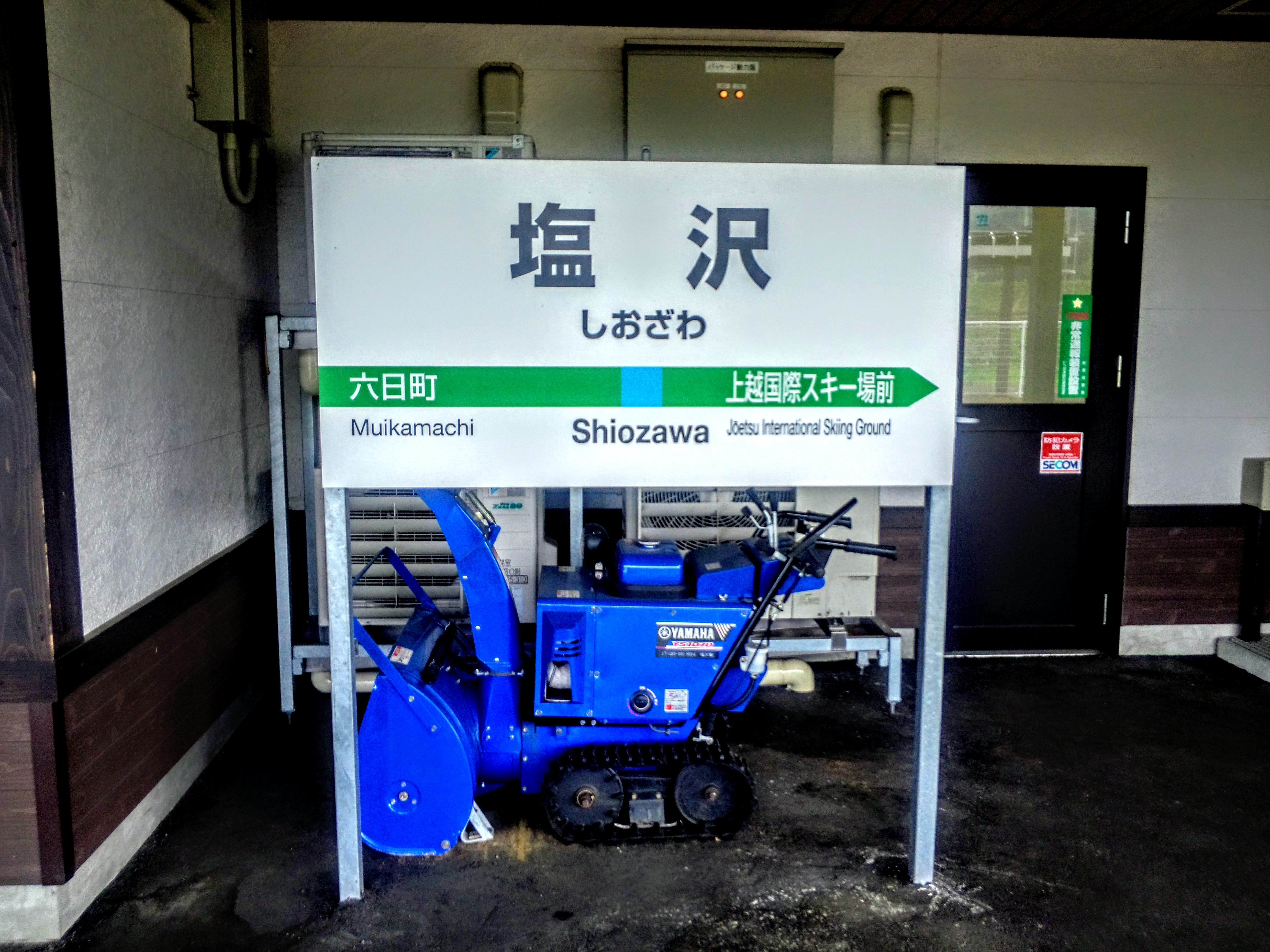
역명판
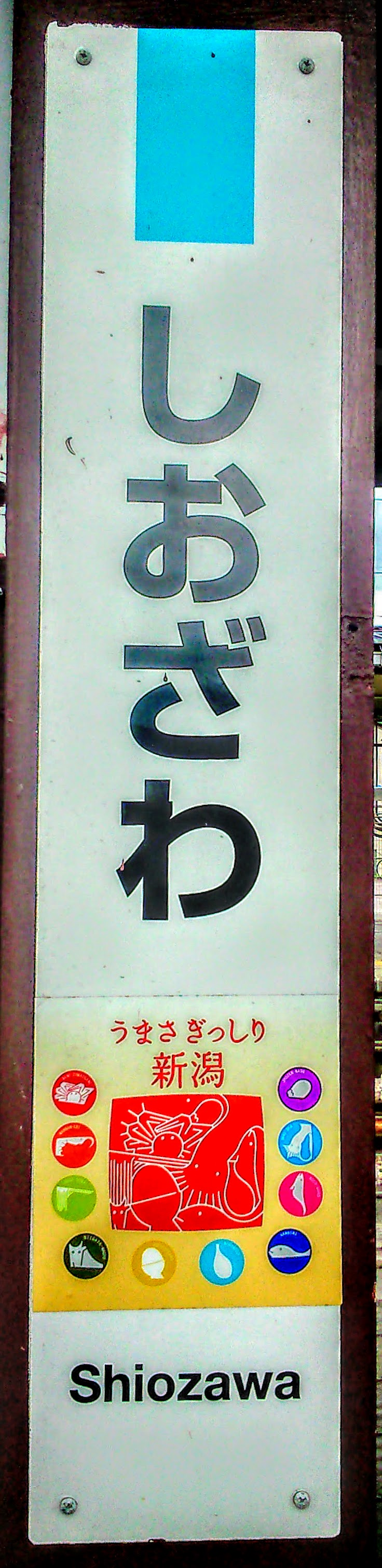
역명판
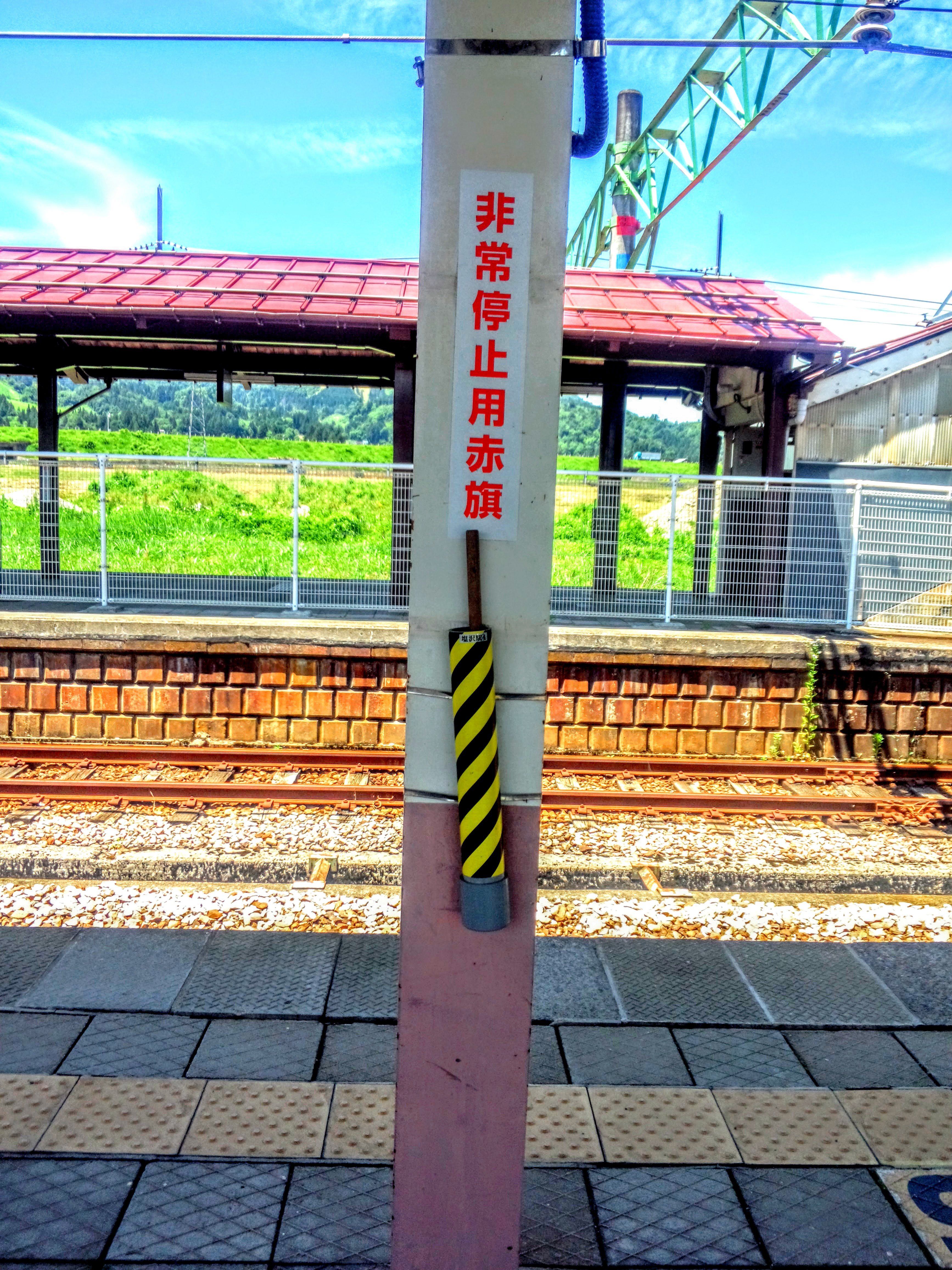
비상 정지용 적기 (1 호선)
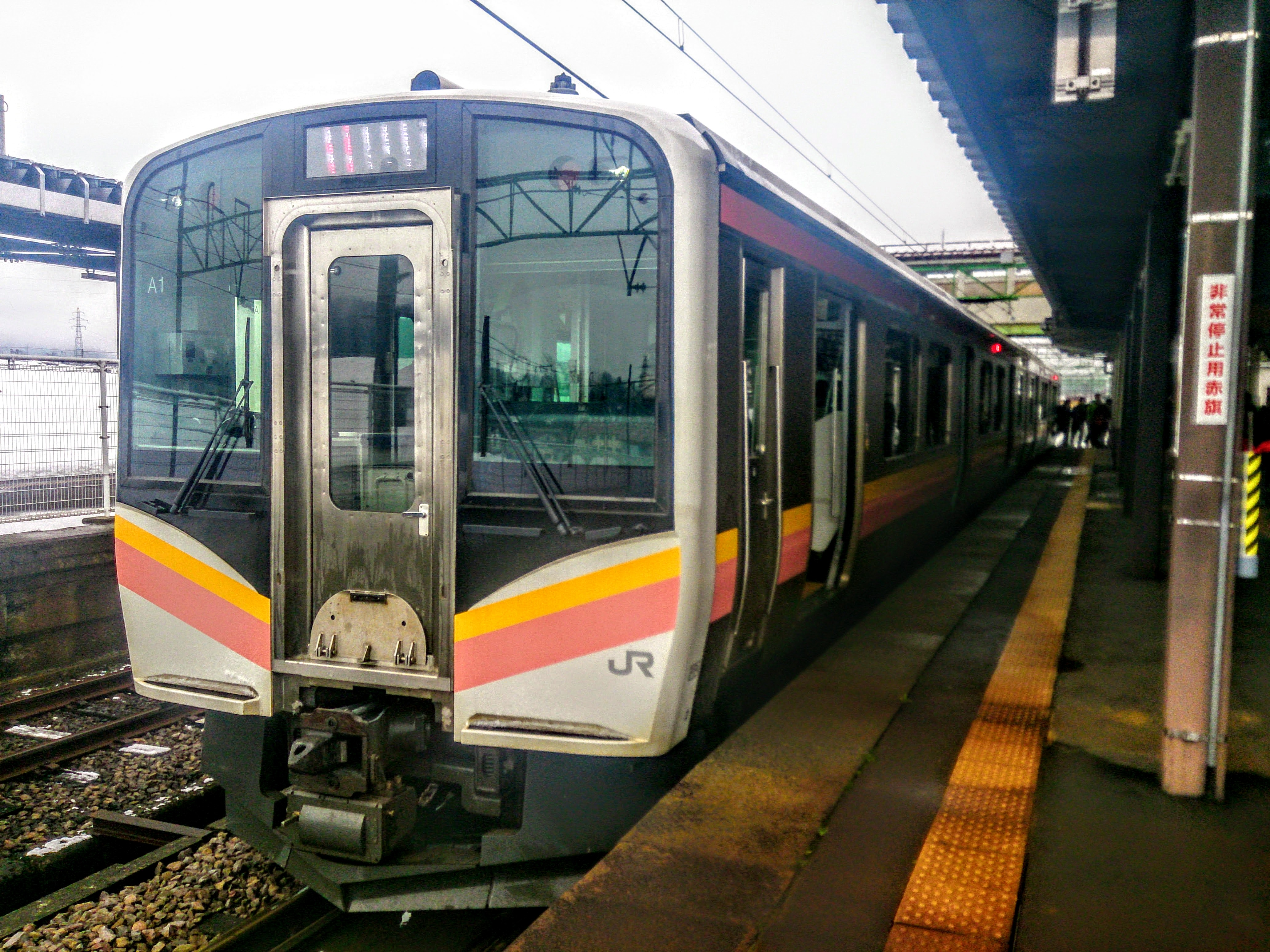
홈에 정차중인 E129 계
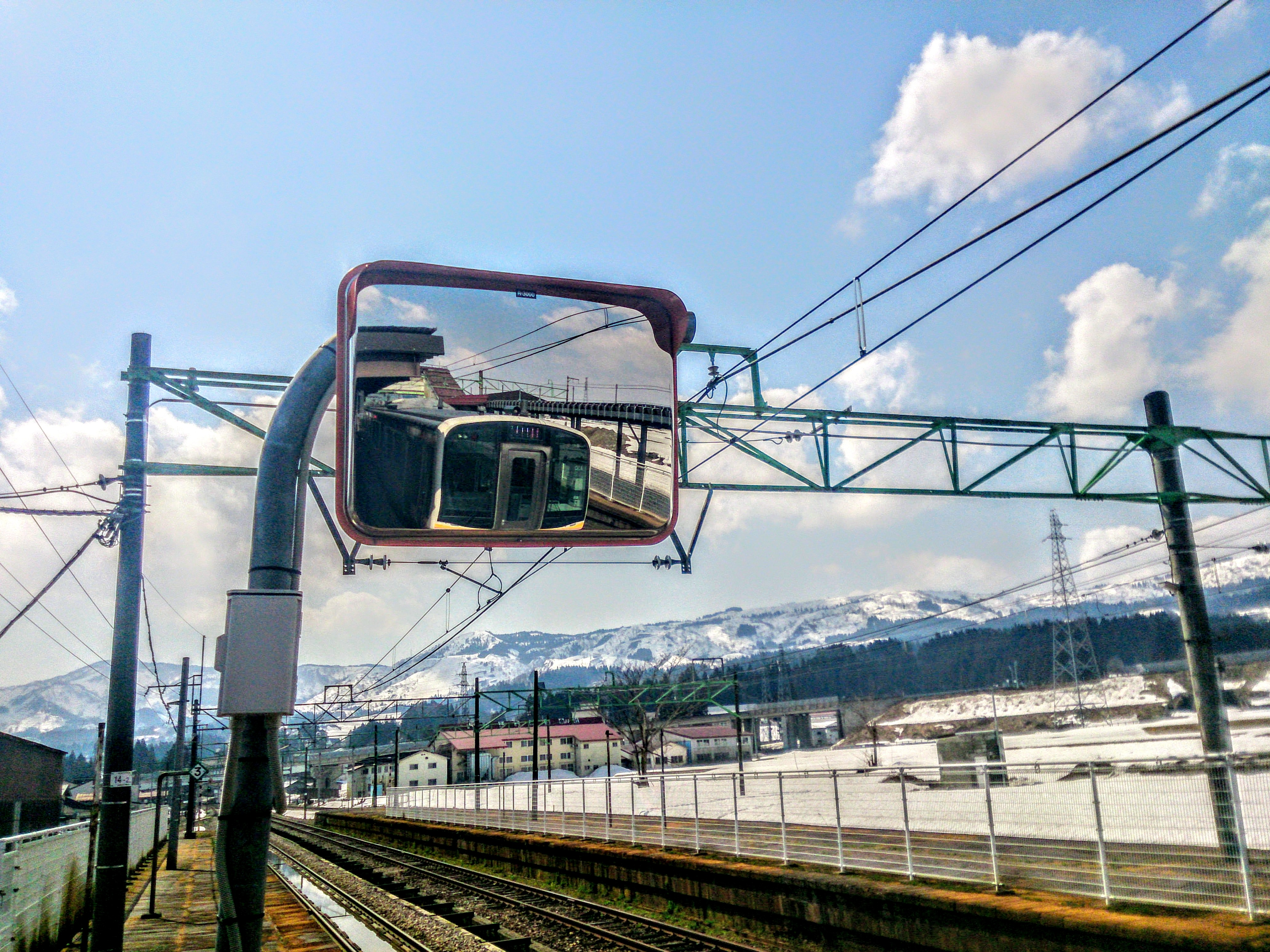
홈에 설치된 승강 확인 거울
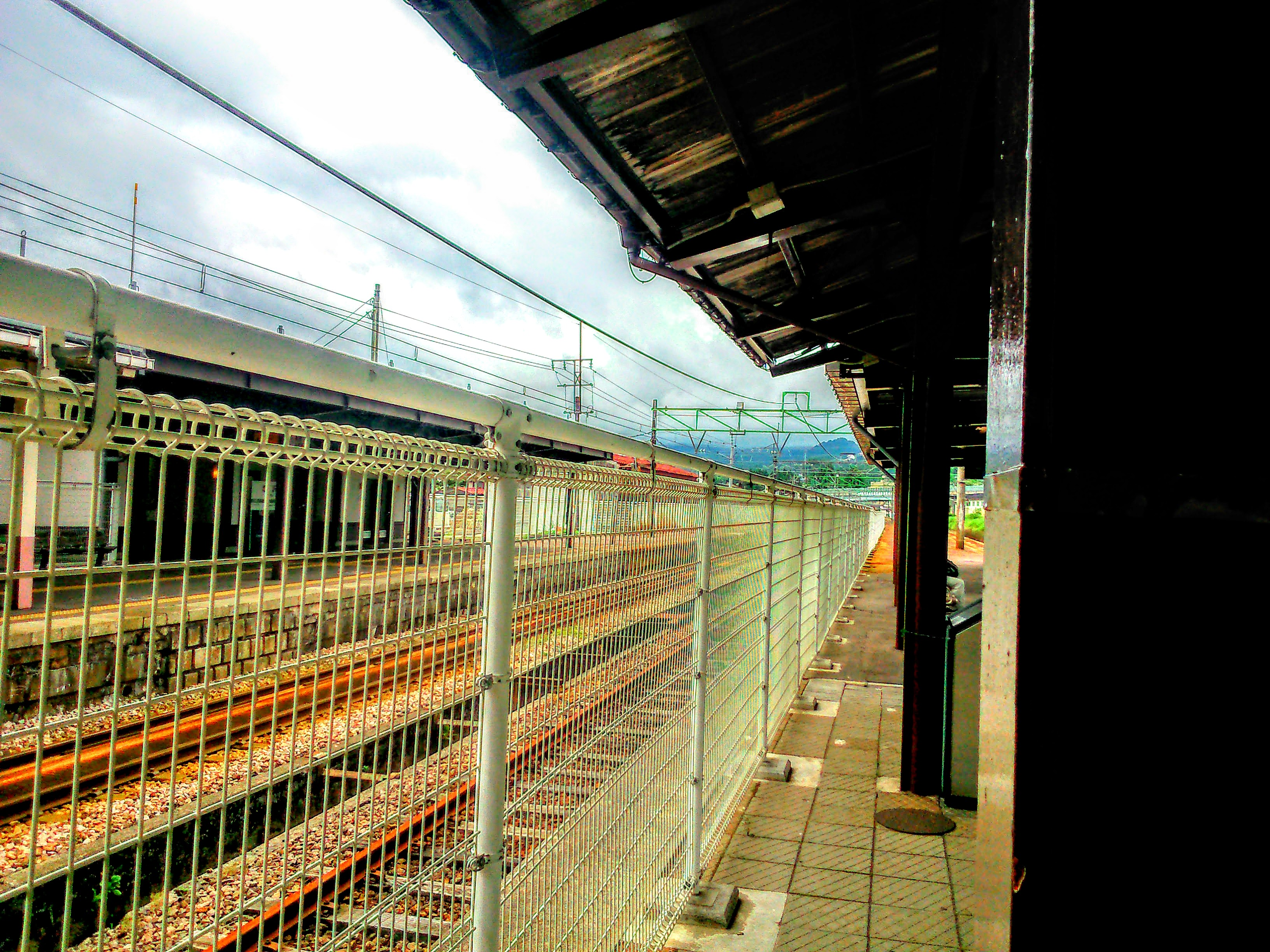
2 호선 홈 가로장
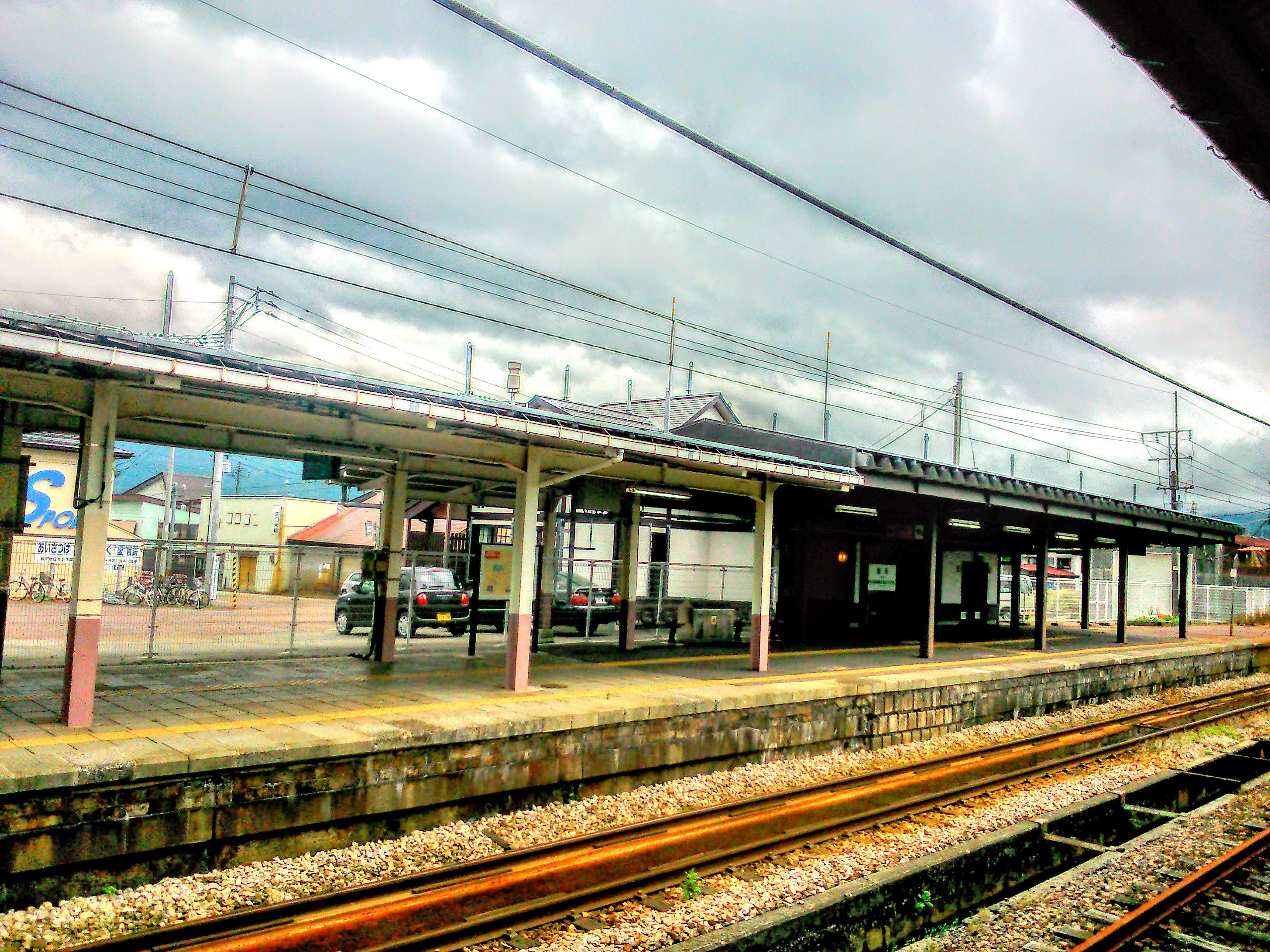
홈 위에서 역사를 원하는
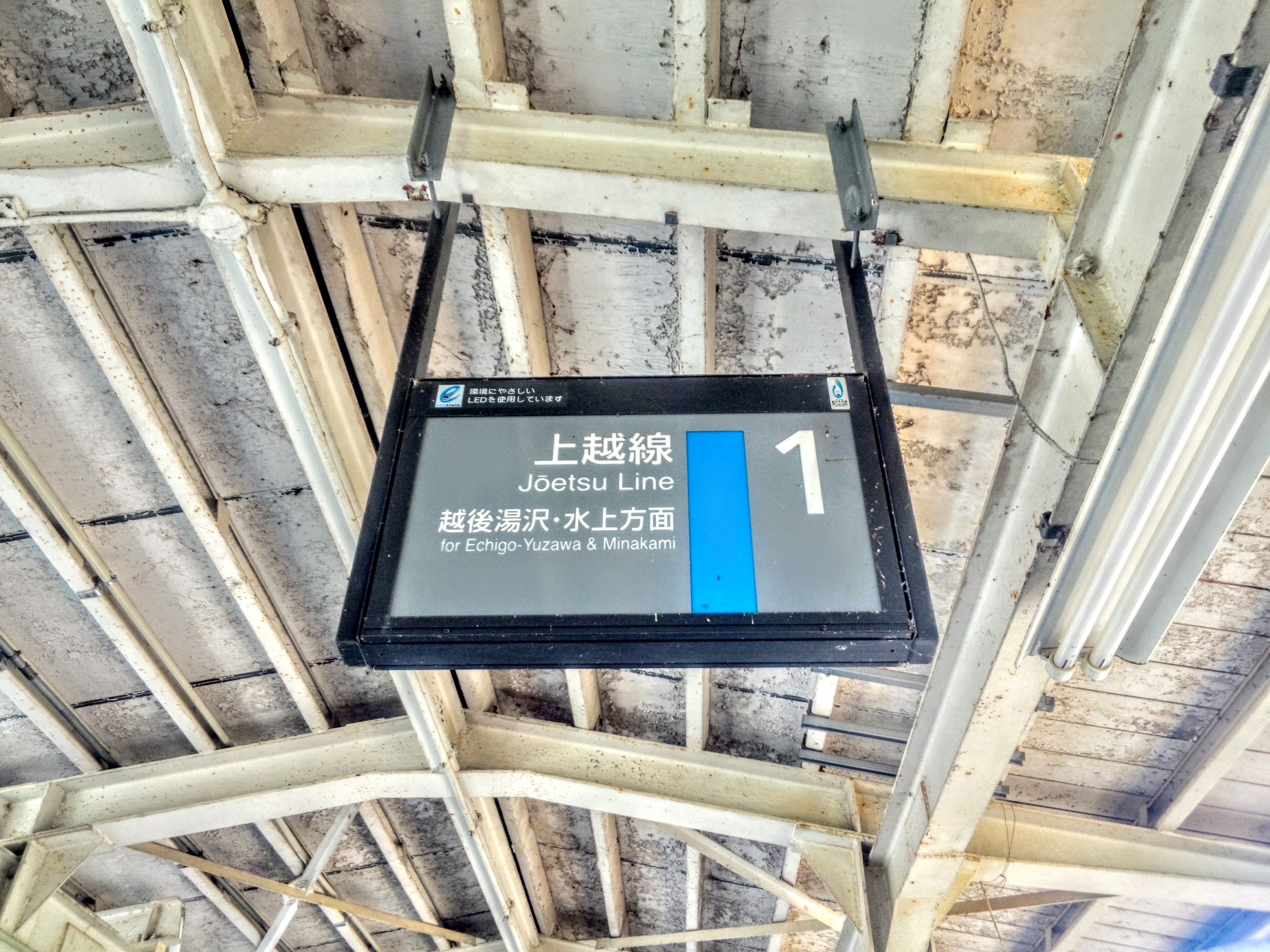
1 호선 번선 표시 표 (참고 사진)
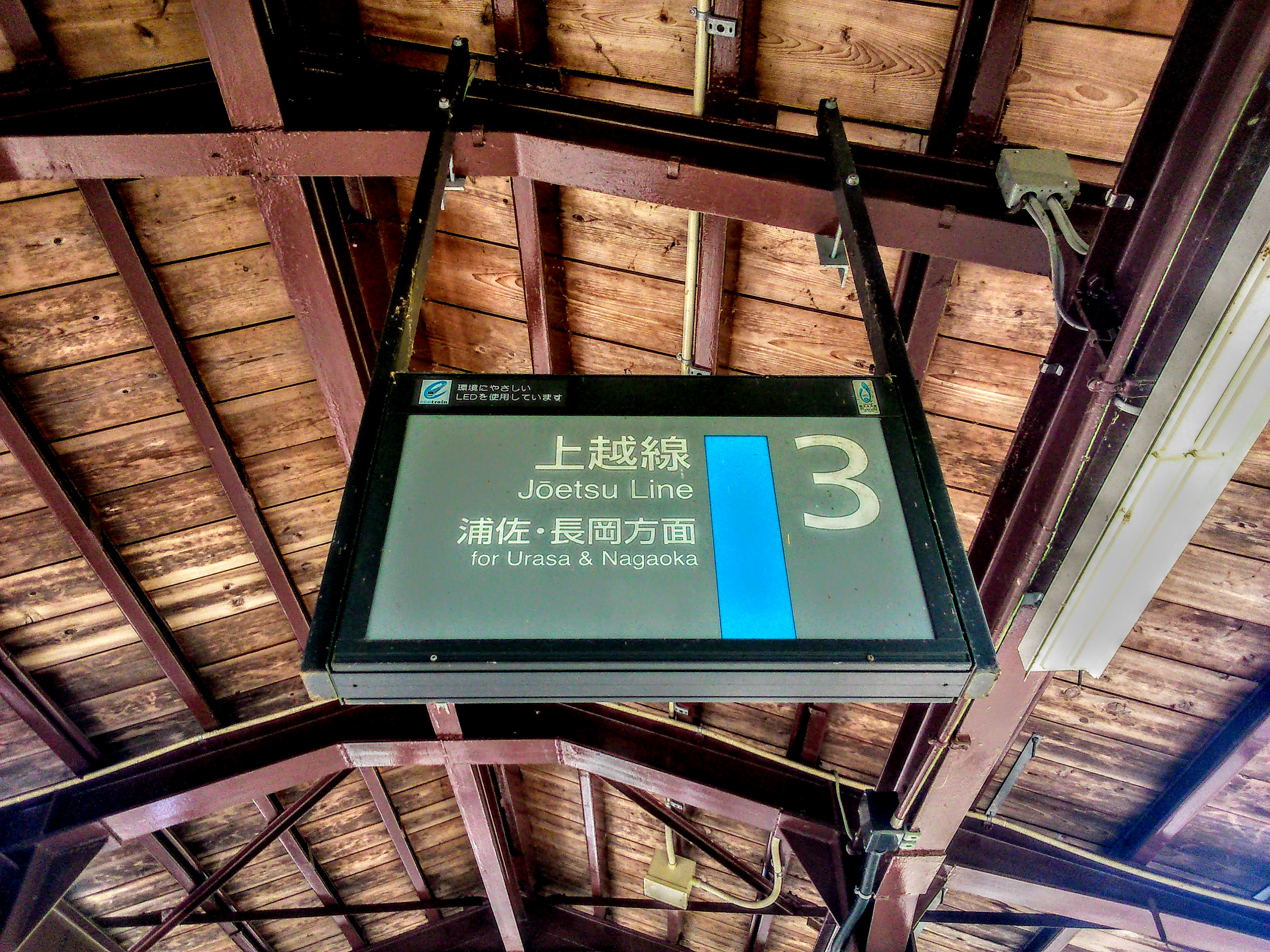
3 호선 번선 표시 표 (참고 사진)

### 駅周辺

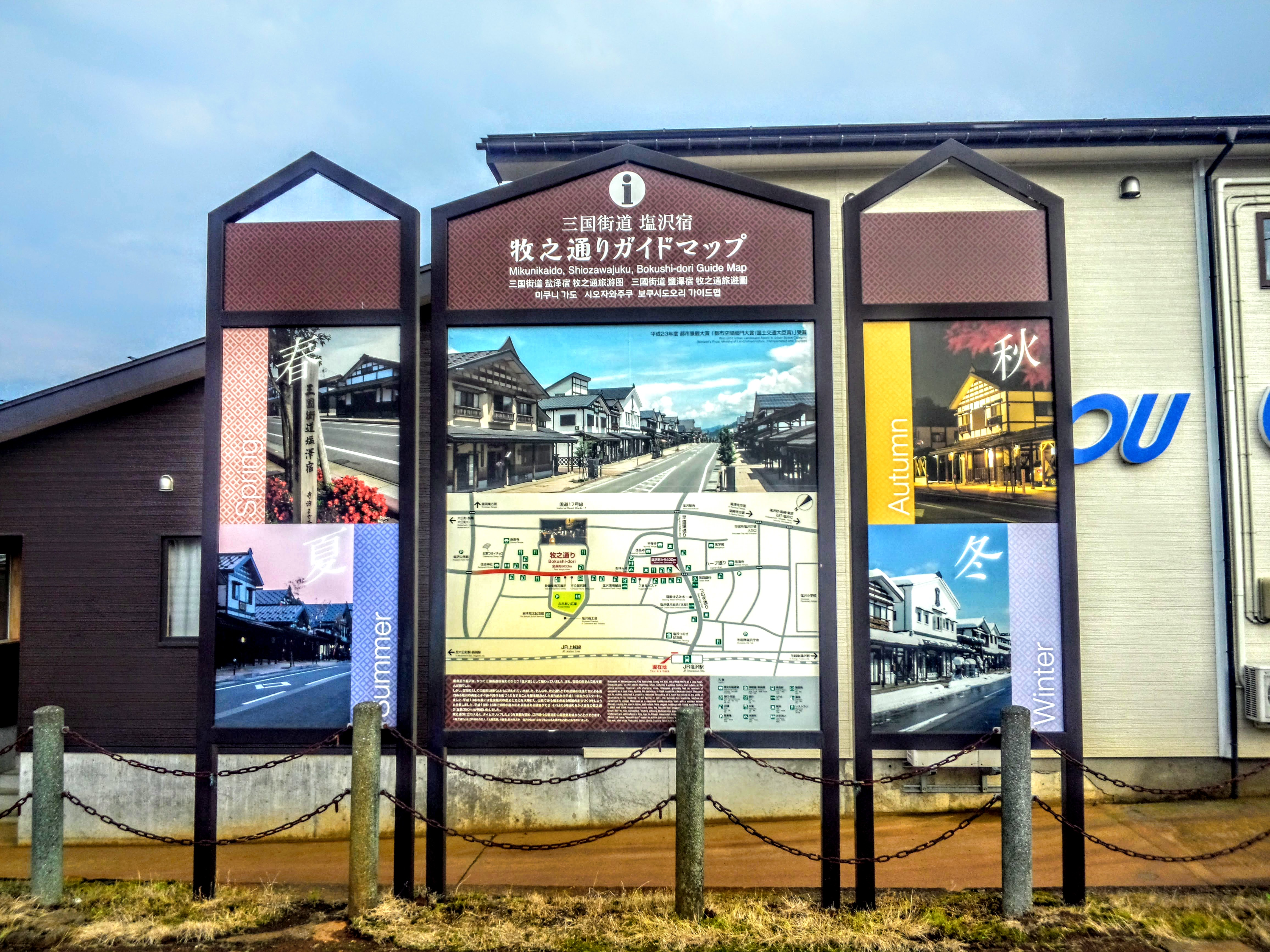
관광 안내소

### ギャラリー

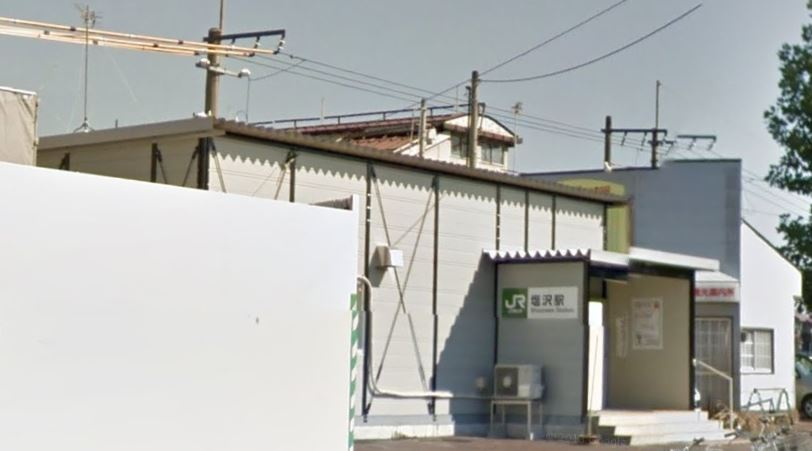
임시 역사

## 역세권 정보
- 미나미우오누마시청 시오자와 청사
- 스즈키 보쿠시 기념관
- 시오 자와 초등학교
- 시오 자와 중학교
- 시오 자와 상공 고등학교

## 역사
- 1923년 11월 18일 - 일본국유철도 조에쓰호쿠 선의 역으로 개업했다.
- 1987년 4월 1일 - 민영화에 따라 동일본 여객철도의 소속이 되었다.

## 인접역
| 동일본 여객철도 조에쓰선                               | 동일본 여객철도 조에쓰선     | 동일본 여객철도 조에쓰선      |
| ------------------------------------------------------ | ---------------------------- | ----------------------------- |
| 오사와 다카사키 방면                                   | ■ 보통                       | 시오자와 나가오카·니가타 방면 |
| 에치고유자와1 에치고유자와 방면                        | ■ 호쿠호쿠 선 일부 보통 열차 | 무이카마치 나오에쓰           |
| 1: 겨울철에는 조에쓰코쿠사이스키조마에역에도 정차한다. |                              |                               |